# سوزان غرانت
سوزان غرانت (بالإنجليزية: Susan Grant)‏ (1960)؛ ضابطة وروائية أمريكية.